# ترکم نکن
ترکم نکن تک‌آهنگی از نصرالله معین است که بعد از آهنگ آغوش روانه بازار گشت.
این آهنگ مضمونی عاشقانه دارد وتوسط مریم دلشاد سروده شده‌است. تنظیم و آهنگ‌سازی این کار بر عهده بابک زرین بود. در این کار معین با ظاهری متفاوت ظاهر شد و تعجب همگان را برانگیخت.
موزیک ویدئویی نیزاز این اثر توسط سیروس کردونی ساخته شده‌است.

## ظاهر متفاوت
معین در این تک آهنگ با ظاهری متفاوت ظاهر شد. وی پس از قریب ۳۵سال سبیل خود را تراشید. این کار حواشی زیادی را در جوامع ایرانی به همراه داشت. خبرگزاری‌های ایران هم از این ماجرا عقب نماندند و بسیار پیگیر آن بودند.